# Bedřich Smetana
Bedřich Smetana (pronuncia: /ˈbɛdr̝ɪx ˈsmɛtana/ ; Litomyšl, 2 marzo 1824 – Praga, 12 maggio 1884) è stato un compositore ceco.
È conosciuto in particolare per il poema sinfonico La Moldava, il secondo in un ciclo di sei che intitolò La mia patria (1874-1879), e per l'opera La sposa venduta (1866).

## Biografia

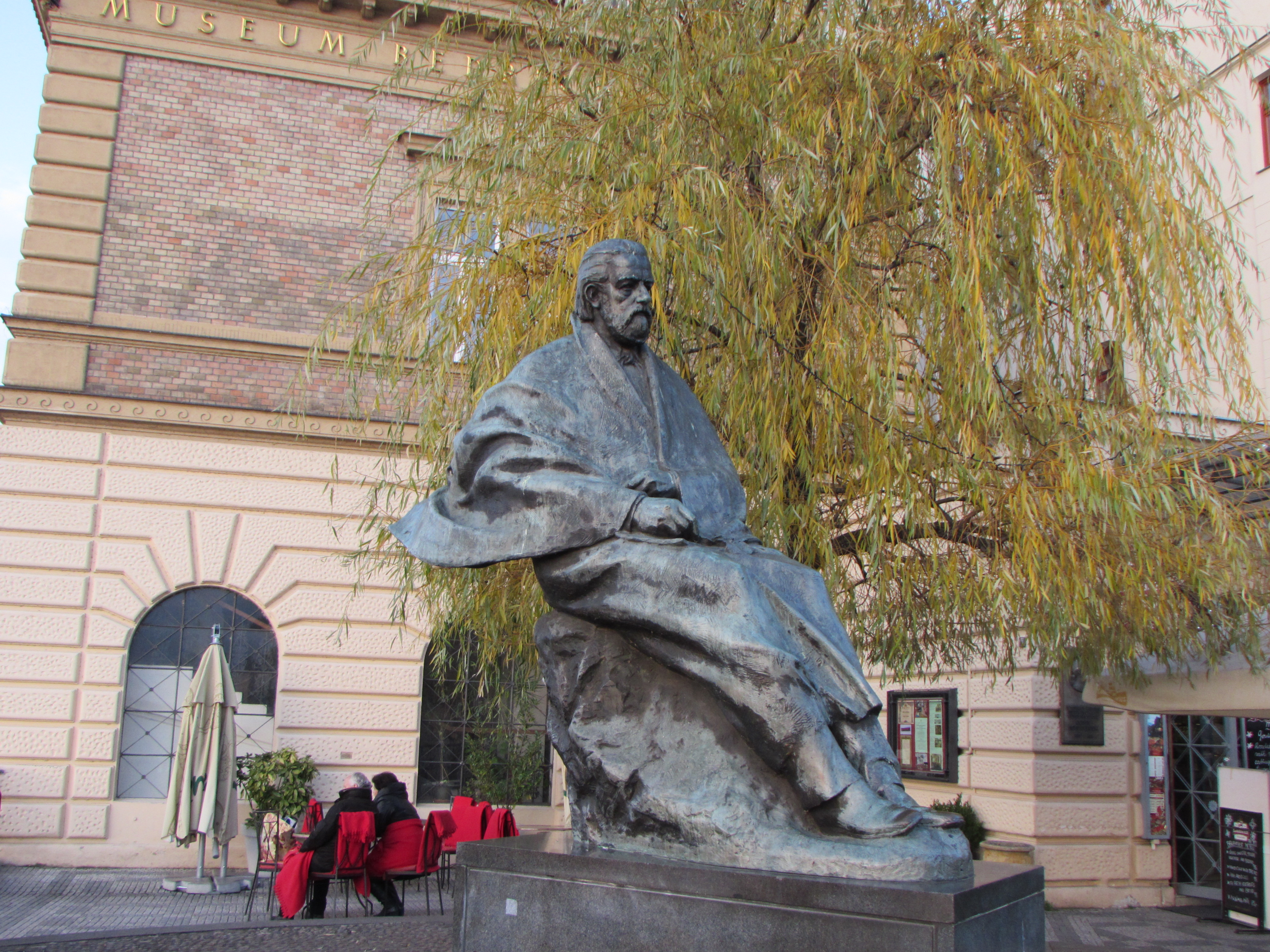
Monumento a Smetana a Praga, nei pressi del Ponte Carlo

Considerato il padre della musica ceca, studiò da autodidatta sin da piccolo il pianoforte e il violino. La prima formazione musicale la ricevette dal padre, che nell'ambito familiare aveva costituito un quartetto d'archi dilettante, e da due maestri a Plzeň. Studiò quindi al Conservatorio di Praga con il maestro Josef Proksch, che riuscì a procurargli alcuni lavori a corte, in genere di carattere didattico. Nel 1848 fondò una scuola di musica sovvenzionata anche da Liszt. Scrisse la sua prima sinfonia nazionalista in occasione dei moti insurrezionali del 1848 a Praga, all'epoca parte dell'Impero austriaco, a cui brevemente partecipò.
Nel 1857 si trasferì a Göteborg, in Svezia, dove diresse la locale Società Filarmonica e iniziò a dedicarsi alla composizione, facendo diverse tournée in Europa riscuotendo notevole successo, accompagnato dalla prima moglie, la pianista Katarina Kolár, e poi dalla seconda, Ferdinandi, dopo la morte di Katarina nel 1859. L'artista tornò a Praga nel 1861; la situazione sociale e politica si era nel frattempo assestata, in seguito ai moti rivoluzionari del 1848 (la cosiddetta Primavera dei popoli), ed egli aprì un nuovo istituto musicale, la "Società filarmonica Hlahol", dedita alla promozione della musica ceca. Smetana fu anche critico musicale e, dal 1866, direttore d'orchestra nel Teatro Nazionale di Praga, in cui furono rappresentate le sue opere teatrali.
L'insorgere di una sordità sempre più grave dovuta ad acufeni (sentiva ininterrottamente una nota acuta nella testa, poi riprodotta nel Quartetto n.1 "Dalla mia vita"), l'obbligò alle dimissioni e al trasferimento nel villaggio di Jabkenice nel 1874-1875. Negli ultimi anni della malattia, compose:
- il ciclo sinfonico La mia patria, fra il 1874 e il 1879, composto di sei poemi sinfonici: Vyšehrad, Vltava, Šárka, Dai prati e dai boschi di Boemia, Tábor, Blaník;
- la polka La contadinella e Il carnevale di Praga;
- due pezzi per violino e pianoforte, intitolati Dal mio paese;
- lieder per voce e pianoforte, facenti parte del ciclo Canti della sera.

Nonostante i problemi di salute, Smetana continuò l'attività di compositore fino alla morte. Probabilmente a causa dello stress dovuto all'intensità degli acufeni di cui soffriva, fu colpito da  disturbi mentali che lo portarono al ricovero nell'ospedale psichiatrico Kateřinky di Praga, dove morì nel 1884. Fu sepolto a Praga, nel cimitero di Vyšehrad. La città gli ha dedicato un monumento vicino al fiume Moldava, nei pressi del Ponte Carlo.

## Lascito culturale
- Tra il 1884 e il 1892 Josef Foerster si distinse come direttore musicale della National Leaf impegnandosi nella promozione delle opere di Smetana.
- Smetana pose le basi di un linguaggio musicale di carattere nazionale che, nonostante i continui richiami a modelli stranieri, in particolare a Hector Berlioz e a Franz Liszt, valorizzò il patrimonio culturale etnico della Boemia (miti, danze, canzoni), innalzando la sua nazione ad un ruolo di primo piano nella musica europea del secondo XIX secolo. Ebbe grande influenza su Antonín Dvořák, il quale pure usò temi cechi nelle sue opere, e su molti compositori posteriori, come ad esempio Arnold Schönberg.
- La Primavera di Praga, festival di musica classica, si apre ogni anno il 12 maggio, anniversario della sua morte, con un'esecuzione della Moldava.

## Composizioni

### Opere liriche
| B   | T   | Titolo                                           | SubN. atti | Libretto            | Data composizione             | Data primio       | Teatro             |
| --- | --- | ------------------------------------------------ | ---------- | ------------------- | ----------------------------- | ----------------- | ------------------ |
| 124 | 90  | I brandeburghesi in Boemia (Braniboři v Čechách) | 3          | Karel Sabina        | 1862–1863                     | 5 gennaio 1866    | Teatro Provvisorio |
| 143 | 93  | La sposa venduta (Prodaná nevěsta)               | 3          | Karel Sabina        | 1863–1866, revis. 1869 e 1870 | 30 maggio 1866    | Teatro Provvisorio |
| 133 | 96  | Dalibor                                          | 3          | Josef Wenzig        | 1865–1867, revis. 1870        | 16 maggio 1868    | Teatro Nuovo       |
|     | 109 | Le due vedove (Dvě vdovy)                        | 2          | Emanuel Züngel      | 1873–1874, revis. 1877        | 27 marzo 1874     | Teatro Provvisorio |
|     | 115 | Il bacio (Hubička)                               | 2          | Eliška Krásnohorská | 1875–1876                     | 7 novembre 1876   | Teatro Provvisorio |
|     | 118 | Il Segreto (Tajemství)                           | 3          | Eliška Krásnohorská | 1877–1878                     | 18 settembre 1878 | Teatro Nuovo       |
|     | 107 | Libuše                                           | 3          | Josef Wenzig        | 1869–1872                     | 11 giugno 1881    | Teatro Nuovo       |
|     | 129 | Il muro del diavolo (Čertova stěna)              | 3          | Eliška Krásnohorská | 1879–1882                     | 29 ottobre 1882   | Teatro Nuovo       |
|     | 133 | Viola                                            |            | Eliška Krásnohorská | 1874, 1883–1884 (frammenti)   | 11 maggio 1924    | Teatro Nuovo       |

### Musica per orchestra
- Minuetto (1842)
- Bayadere Galop (1842)

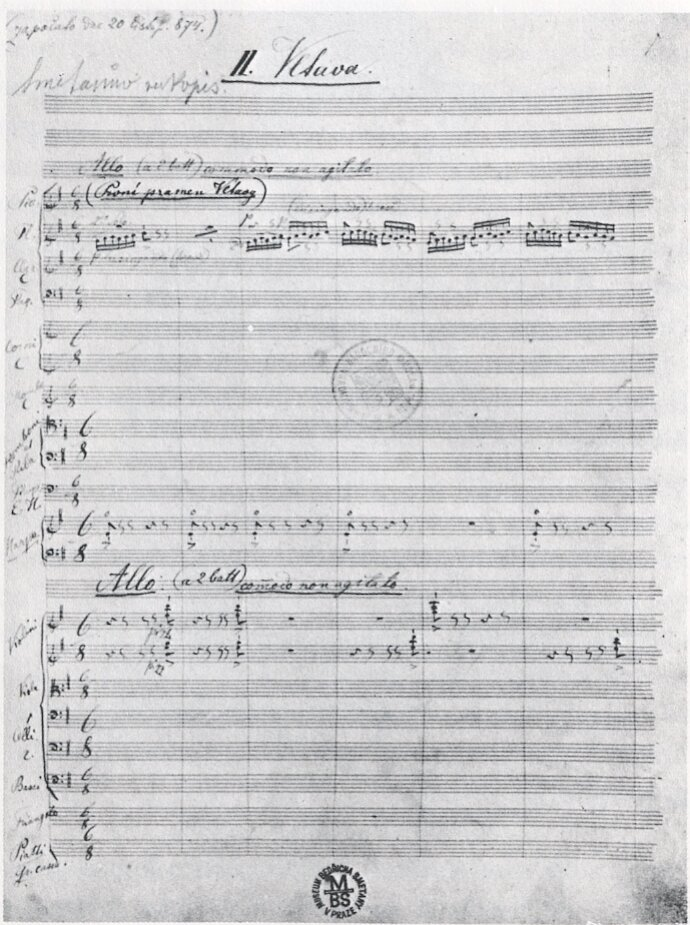
Frontespizio autografato da Smetana del poema sinfonico Vltava.

- Festive Ouverture, op.4 (1848-1849)
- Sinfonia trionfale, op.6 (1853-1854)
- Riccardo III, op.11, poema sinfonico (1857-1858)
- Doktor Faust, ouverture per una commedia di marionette (1862)
- Alle nostre ragazze (Našim děvám), Polka (1862)
- Marcia solenne per le celebrazioni di Shakespeare, op.20 (1864)
- Preludio Solenne in occasione della posa della prima pietra per il Teatro Nazionale (1868)
- La mia patria, poemi sinfonici (1874-1879)

### Musica da camera
- Trio per pianoforte, op.15 (1855)
- Quartetto per archi n.1 (Dalla mia vita) (1876)
- Quartetto per archi n.2 (1882-1883)

### Musiche per pianoforte
- Galop
- Galoppo di bravura (1840)
- Louisine Polka (1840) (trascritta anche per orchestra)
- Georgine Polka (1840) (trascritta anche per orchestra)
- Souvenir di Pilsen, polka (1843-1844)
- Bagatelle e Improvvisi (1844):
  1. Innocenza
  2. Sconforto
  3. Idillio
  4. Brama
  5. Felicità
  6. Fiaba
  7. Amore
  8. Lite
- 5 Valzer (1844)
- La marcia dei soldati (1845)
- Sonata per pianoforte (1846)
- Sei preludi (1846)
- Morceau caractéristique (1847-1848)
- La Marcia della Legione Studentesca di Praga (1848)
- Scene di matrimonio (1849):
  1. Marcia Nuziale
  2. La sposa e sposo
  3. Danza
- Allegro capriccioso (1849)
- Sei pezzi d'album (1849-1850):
  1. Allegro - Prélude
  2. Moderato - Chanson
  3. Vivace
  4. Allegro Comodo
  5. Moderato con Anima
  6. Andante ma non troppo
- Studio da Concerto (1858-1859)
- Souvenir di Boemia in forma di polka, op.12 (1859-1860)
- In riva al mare, studio da concerto (1861)
- Fantasia su canti popolari cechi (1862)
- Quattro Dance Ceche (1877)
- Bettina Polka (1883)

### Cori e canzoni
- Jesu meine Freude (1846)
- Scapulis suis obumbrabit tibi dominus (1846)
- Medtabitur in mandatis tuis (1846)
- Canzoni serali, op. 124 (Večerní písně, 1879, dall'omonima raccolta di Vítězslav Hálek)
  - Kdo v zlaté struny zahrát zná
  - Nekamenujte proroky!
  - Mně zdálo se
  - Hej, jaká radost v kole
  - Z svých písní trůn ti udělám